# Parc national Lurë
Le parc national Lurë, aussi appelé parc national Lura (albanais : Parku Kombetar i Lurës), est un parc national situé dans la municipalité de Dibër dans le nord-est de l'Albanie. Il a été fondé en 1966 et protégeait alors 1 280 hectares sur la côte orientale de la Kunora e Lurës. Il a été considérablement agrandi en 2018, avec l'ajout de plusieurs zones et de l'ancien parc national Zall-Gocaj, et couvre désormais une superficie de 202 km². Il abrite le plus haut sommet des montagnes Lurë, qui atteint une hauteur de 2119 m. Le parc est réputé pour ses 12 lacs et sa faune qui attirent des visiteurs toute l'année.  

## Géographie

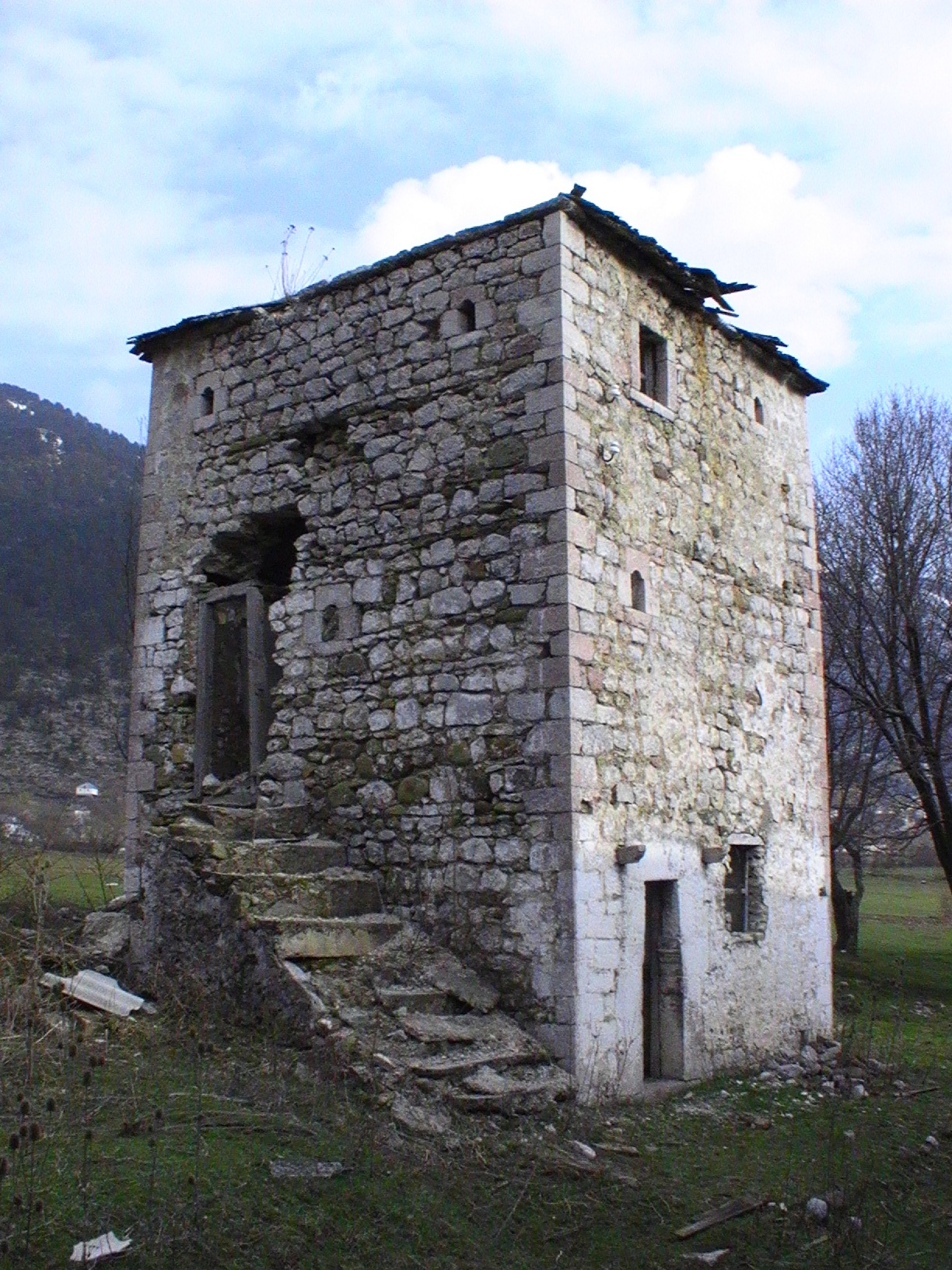
Tour fortifiée de maison à Lura.

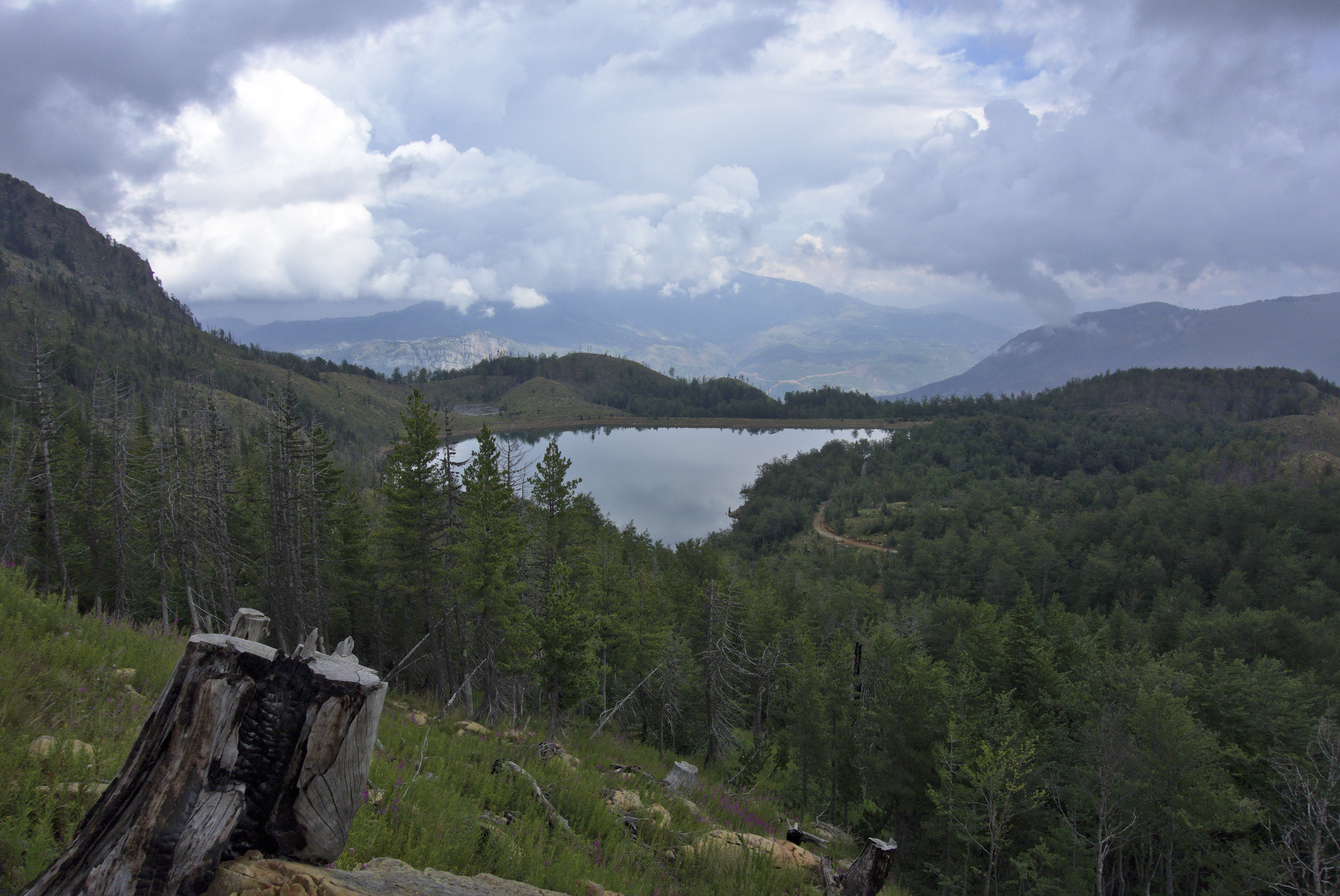
Grand lac de Lura.

Le parc national Lurë est situé sur les pentes orientales des montagnes Lurë. La ville de Peshkopi est à environ 25 kilomètres à l'est du parc, et les villages de Fushë-Lurë et Sina e Epërme sont à proximité. Le complexe glaciaire de la région des lacs est l'une des plus belles perles de l'Albanie et constituent l'une des principales attractions pour les visiteurs. Les douze lacs glaciaires de Lurë qui ont été formés au cours de la période de glaciation de Würm ont une superficie de 100 ha. Ils sont situés au nord-est, à une altitude allant entre 1 200 et 1 500 m. En été, le lac des Fleurs voit la formation de grands nénuphars blancs, donnant l'impression d'un grand jardin créé par un génie. Les eaux abritent la salamandre et le triton crêté. En hiver, les lacs gelés sont utilisés comme pistes de ski de fond à travers le parc.
Les cinq principaux lacs sont :
- Grand Lac (Alb.: Liqeni i Madh), 32 hectares ;
- Lac des Pins, 13 hectares ;
- Lac Noir (Alb.: Liqeni j'Zi), 8 hectares ;
- Lac des Fleurs (Alb.: Liqeni je Luleve), 4 hectares ;
- Lac des Vaches (Alb.: Liqeni je Lopeve)

Zall Gjoçaj, qui fait partie du parc agrandi, est un paysage intensément fissuré et montagneux avec une grande variété de caractéristiques naturelles, notamment des vallées, des lacs glaciaires et des forêts denses sans intervention humaine. 

## Flore et faune

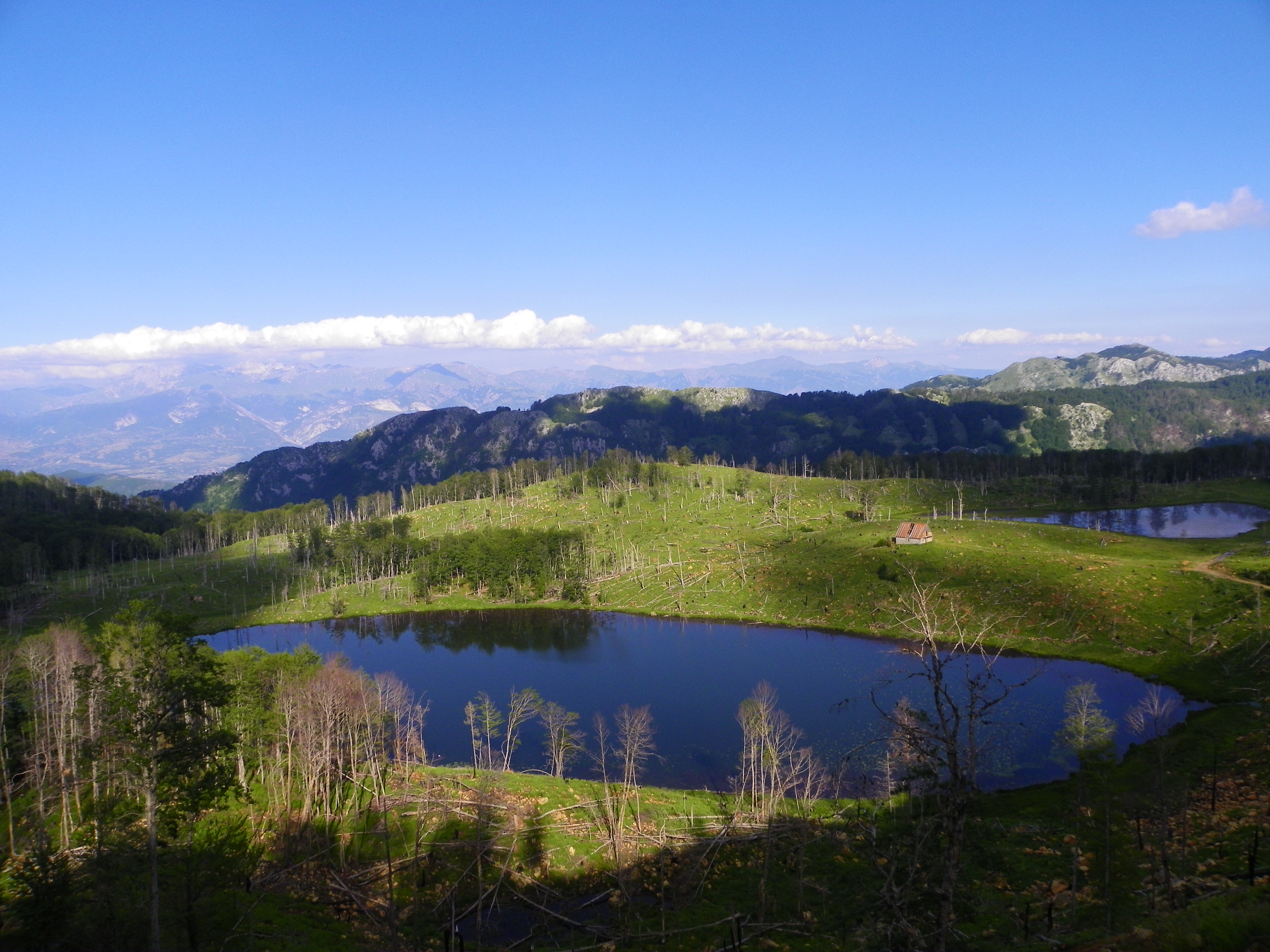
La déforestation autour du lac Kallabes, Lura.

Le type d'arbre le plus commun du parc est le hêtre qui se trouve à des altitudes comprises entre 900/1000m et jusqu'à 1900/2 000m. Les pins noirs d'Europe sont abondants entre 1600 et 1700m d'altitude, et les pins rouges poussent sur les pentes rocheuses entre 1 700 et 2 000m d'altitude. Les forêts du parc abritent de nombreuses espèces animales assez rares, telles l'ours brun, le lynx d'Eurasie, le loup gris, la martre, le chevreuil, l'aigle royal et le grand Tétras.
Dans la partie sud du parc se trouve une prairie fleurie multicolore avec des conifères, appelée le Champ des Juments, qui offre des vues panoramiques. 
Le parc offre une variété de possibilités pour l'éco-tourisme, les sports d'hiver, l'équitation, la randonnée, et autres activités.

## Réhabilitation
En 2014, le gouvernement albanais a lancé une campagne de réhabilitation, de reboisement, de travaux routiers, et de mise en place d'une nouvelle signalisation,. Des organisations non gouvernementales contribuent également à la plantation d'arbres dans le parc,,. Après la chute du communisme, la région a en effet subi une déforestation massive par l'exploitation forestière illégale et des feux de forêt qui ont gravement affecté les écosystèmes. En 2018, le parc a été agrandi et renommé Parc national Lura-Mt Dejes pour inclure l'ancien parc national Zall-Gjocaj avec une superficie totale de 20242 ha. Le gouvernement albanais a présenté un plan qui transformerait la région en site d'agrotourisme dans le cadre de l'Initiative des 100 villages, consistant en la rénovation des maisons tours traditionnelles et la reconstruction de la route reliant le parc à Rreshen et à l'autoroute. En 2019, un certain nombre d'ONG locales telles que Co-Plan et North Green Association en collaboration avec les parties prenantes locales ont planté 1000 nouveaux arbres à l'intérieur de la zone protégée. De plus, un projet appelé Trees for Lure espère planter 20 000 arbres d'ici 2020.